# Allobates nidicola
Espèce
Synonymes
- Colostethus nidicola Caldwell & Lima, 2003

Statut de conservation UICN

 DD  : Données insuffisantes
Allobates nidicola est une espèce d'amphibiens de la famille des Aromobatidae.

## Répartition
Cette espèce est endémique du Brésil. Elle se rencontre en Amazonas et au Rondônia.

## Description
Le mâle holotype mesure 18,7 mm, les mâles mesurent de 18,5 à 20,5 mm et les femelles de 19,1 à 21,4 mm.

## Publication originale
- Caldwell & Lima, 2003 : A new Amazonian species of Colostethus (Anura: Dendrobatidae) with a nidicolous tadpole. Herpetologica, vol. 59, no 2, p. 219-234.